# Бірючий (симпозіум)
Міжнаро́дний симпо́зіум суча́сного мисте́цтва «Бірю́чий» (англ. Biruchiy contemporary art project) — провідна резиденція сучасного мистецтва в Україні. Заснований 2006 ГО «Спілка дослідників сучасного мистецтва». Проводиться щороку в травні й вересні на Бірючому острові на Азовському морі. З 2015 географія розширилася на інші регіони України, з 2016 виїзні резиденції діють на території інших країн Європи (Польща, 2016—2017, 2023—2024; Чорногорія, 2019; Франція, 2024). У 17 сезонах «Бірючого» взяли участь 260 художників і 14 арт-груп з 22 країн. Частина учасників вирушає до Італії (2014—2017), США (2017—2018).

## Історія

### Бірючий острів (Україна)
Україна. Українська ініціатива початку ХХІ ст. заснована арт-менеджером Геннадієм Козубом та художником Володимиром Гулічем. 2006 вирішено заявити про Запорізьку область як про територію мистецтва. Як резиденцію обрано віддалений від цивілізації Бірючий острів. Митці збиралися на Бірючому на два тижні у вересні. З 2014 беруть початок двотижневі травневі збори.

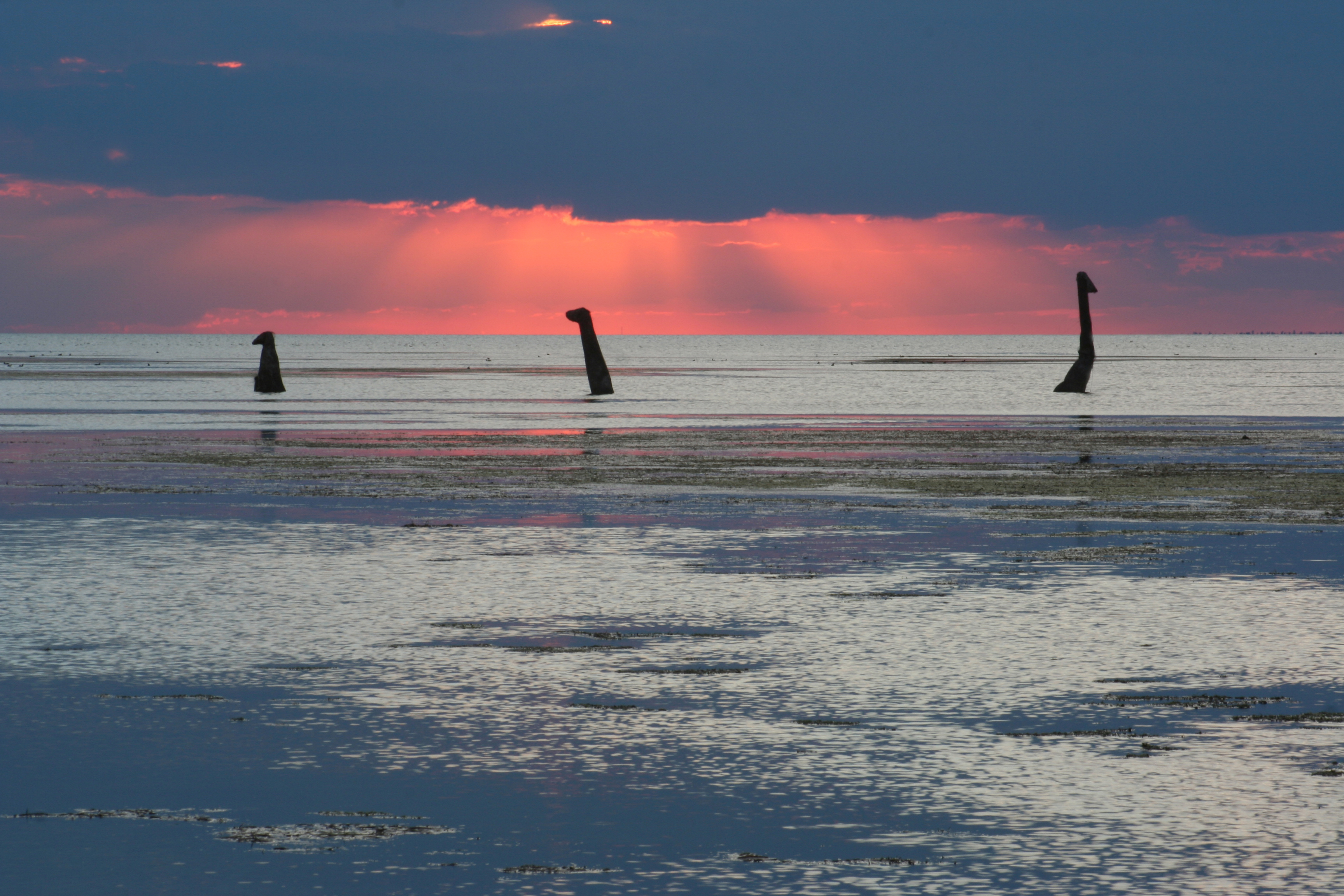
Володимир Гуліч. «Сім'я Нессі». Інсталяція. 2007. Фотограф Євген Компанейченко.

На «Бірючому 009» відбувся концерт просто неба французького віолончеліста і композитора Домініка де Вільєнкура. Лабораторія звуку Biruchiy M Sound Lab започаткована на «Бірючому 012» (DJ Соколов, DJ Мишуков, DJ Експерт, Макет/Ivanov Down, DJ Derbastler). В рамках «Бірючого 013» вперше створювали не лише живопис і арт-об'єкти, але й сучасну скульптуру. На «Бірючому 014» вирішено змінити формат, створивши експериментальну платформу для кількох кураторів. Через військові дії з шести запланованих кураторських проєктів змогли відбутися три, згодом об'єднані в один великий проєкт.
2015 відбувся міжнародний перформативний проєкт «1000-km view» об'єднання «Відкрита група». Учасники пройшли на катамарані 1000-кілометрову «Open Gallery Ukraine — the Netherlands» («Відкриту галерею Україна — Нідерланди») від річки Стрий до Бірючого острова. Новий проєкт «Бірючого» постав у співпраці кураторів Ірини Лейфер (Амстердам) та колективу Марії Ланько і Лизавети Герман (Київ), Open Art Route Zuidoost (Амстердам) в рамках програми Tandem Ukraine (ініціатива Європейського культурного фонду і німецької неурядової організації MitOst).

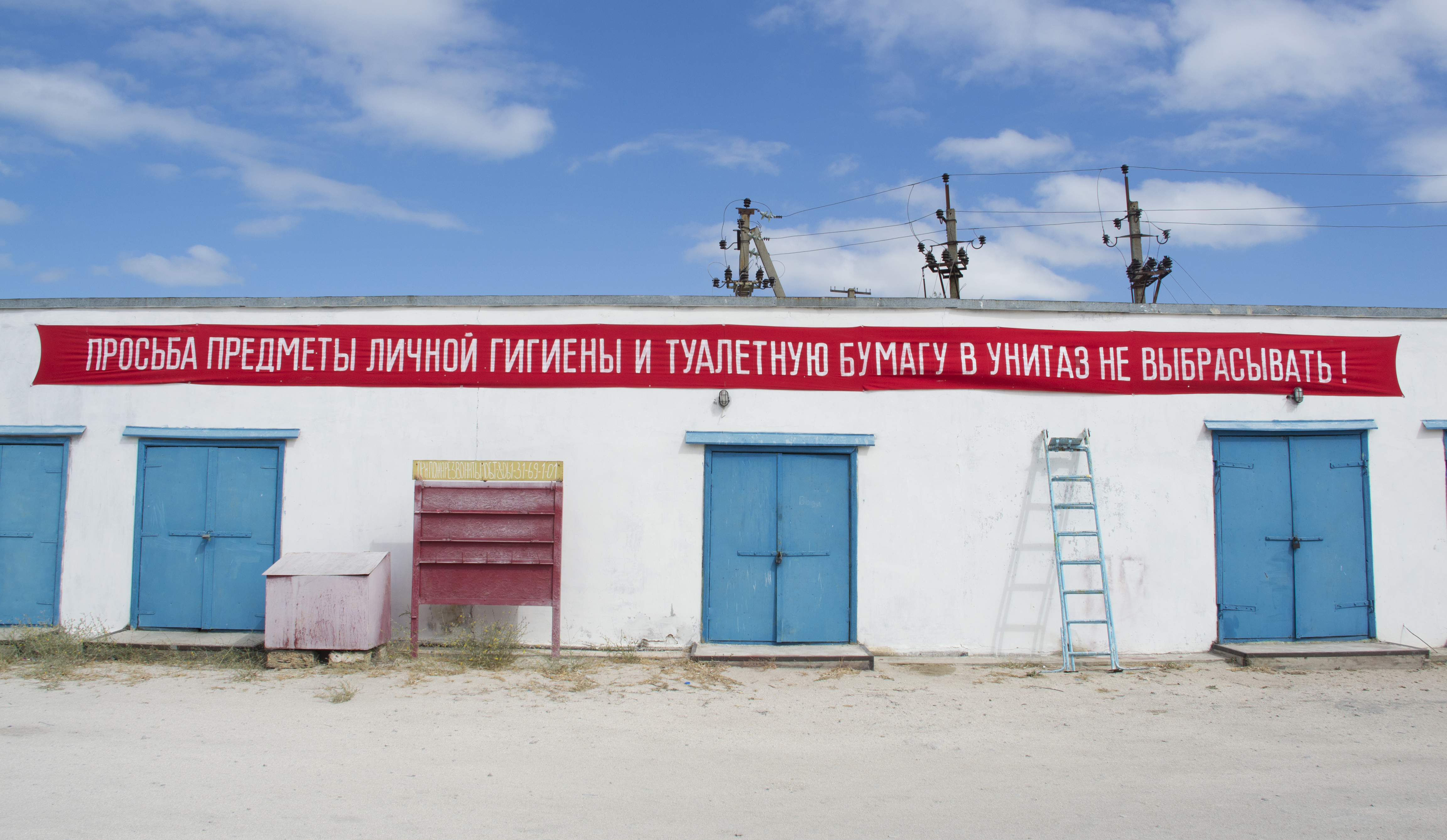
Олексій Сай. «Прохання». Інсталяція. 2014.

2016 головна резиденція отримала сучасний виставковий простір. Фінальна експозиція «Бірючого 016» демонструвалася в новій галереї, облаштованій за зразком давньогрецького храму. Музична складова набула самостійного формату: 16—18 вересня 2016 відбувся експериментальний етно-електронний фестиваль Biruchiy Fest. Серед виступаючих гуртів і виконавців були SHANA, Sun Groove, Atomic Simao і Dub Wire. Британська рада впровадила програму художнього обміну між Великою Британією і Україною «SWAP: UK/Ukraine artist residence programme», де під номером першим стоїть резиденція на Бірючому. Відібраний за програмою британський художник Джеймі Фіцпатрик долучився до учасників.
Близько 30 учасників симпозіуму у вересні 2017 влаштували екологічну волонтерську акцію. До числа волонтерів увійшли художники з України, Росії, Італії та Німеччини, мистецтвознавці, куратори і гості резиденції. Волонтери очистили від сміття, залишеного туристами, 10-кілометрову ділянку морського узбережжя поблизу Азово-Сиваського національного природного парку (від с. Степок до коси Бірючий острів).
Представлений у травні 2018 проєкт «Розмальовки» об'єднав 60 художників. Кожен з учасників отримав альбом-розмальовку з 12 контурними краєвидами резиденції. «Розмальовки» задумані як інтерактивний напівфабрикат, що пропонує учасникам вирішити у кольорі знайомі краєвиди, не витрачаючи часу на компонування.

### RESÒ Lab (Італія)
Італія. 2013 у співпраці з Інтернаціональною мережею арт-резиденцій та освітніх програм RESÒ у П'ємонті (Італія) ініційовано RESÒ Lab. Це довготерміновий проєкт обміну учасниками між «Бірючим» і провідними італійськими арт-фундаціями. У резиденціях RESÒ Lab художників протягом кількох тижнів знайомлять з місцевою арт-сценою. Обмін ведеться у двосторонньому або односторонньому порядку.
2013 до Бірючого острова прибули представники аукціонного дому Sotheby's і придбали декілька художніх робіт. Резиденцію відвідав спеціаліст з міжнародних зв'язків музею сучасного мистецтва Castello di Rivoli Массімо Мелотті (Турин, Італія). 2014 через війну на сході України RESÒ відклала приїзд італійських художників до Бірючого острова. Натомість у листопаді 2014 на запрошення RESÒ до резиденції Cittadellarte-Fondazione Pistoletto (Б'єлла, Італія) вирушили Віталій Кохан, Іван Світличний, а також куратор Сергій Канцедал.
Восени 2015 RESÒ направила до Бірючого острова делегацію художників з Італії під керівництвом Массімо Мелотті. Бірючий став місцем для зйомки фільму італійських режисерів Джанлука і Массиміліано де Серіо, котрі прибули на Острів одразу після участі у Венеційському міжнародному кінофестивалі. Учасником «Бірючого 016» став італійський режисер і художник Джорджо Куньо. Він відзняв тут четверту частину фільму «XAU» з актором Остапом Ступкою в головній ролі. Попередні частини фільму знімали в Колумбії, Єгипті та США.
Восени 2017 до Бірючого острова приїхав італійський художник Франко Аріаудо. Розвиваючи тему вересневого симпозіуму «Біг по воді…», він розпочав роботу над довгостроковим проєктом Basilisk — комплексом з вивчення технік бігу по воді. Франко Аріаудо продовжив проєкт Basilisk в Італії (в Турині й Римі), і видав обмеженим накладом книгу «Basilisco o come correre sull'acqua» трьома мовами (італійською, англійською і російською). Це рідкісний випадок окремої книги, присвяченої лише одному художньому проєкту одного автора.
У жовтні-листопаді 2017 учасники «Бірючого» Аліна Якубенко та Олексій Сай побували у резиденції Cittadellarte-Fondazione Pistoletto. «Бірючий 018» реалізовано за підтримки Українського культурного фонду та Інституту культури Італії в Києві. 13-й сезон симпозіуму присвячувався художньому осмисленню ритуальних практик неошаманізму. У заході взяла участь Чечілія Гуїда — доктор наук, професор Академії мистецтв Болоньї (Болонья, Італія).

### Іршанськ (Україна)
Україна. 19 липня 2015 стартувала мистецька інтервенція «Бірючого». Першу художню делегацію прийняв Іршанськ Житомирської обл., де відбувся двотижневий проєкт «Іршанськ. Рекреація». В експозиції задіяний міський простір і природні ландшафти. Проєкт покликаний сприяти культурній децентралізації країни — виходу простору творення культури за межі великих центрів, у середні і малі міста.

### Клементовиці (Польща)
Польща. 27 червня 2016 географія «Бірючого» поширилася до Польщі. Виїзну резиденцію започатковано у містечку Клементовиці Люблінського воєводства, на базі Комплексу шкіл агробізнесу ім. М. Ратая. 14 художників два тижні творчо працювали над проєктом «Від спільного кореня» (пол. Od wspólnego korzenia). Концепція заснована на метафорі кореня як першооснови, базової складової структури, а також є художньою відповіддю на маніпуляції в переосмисленні історії двох країн. Проєкт проходив під патронатом Посольства України в Польщі.
Освітній захід Biruchiy Art School пройшов у січні 2017 у Клементовицях за участі студентів і молодих художників. Програма включала цикл лекцій і практичну роботу в майстернях. Резиденцію відвідав з лекцією польський ленд-артист Ярослав Козяра.

### Flux Factory (США)
США. 2017 розпочато співпрацю «Бірючого» з міжнародною арт-резиденцією Flux Factory Лонг-Айленд-Сіті, Нью-Йорк). Це платформа, створена в 1990-х сімома молодими митцями з Брукліна як альтернатива комерційним галереям. В рамках обміну до Нью-Йорка вирушило подружжя художників — Микита Кравцов з дружиною Камій Саньє-Кравцовою. Після кількох місяців роботи персональна виставка «Армагеддон» відбулася у виставковому просторі Flux Factory.
У 2018 за програмою обміну між Flux Factory і «Бірючим» Нью-Йорк відвідав Антон Лапов. Художник здійснив проєкт «Queens Semantic Ghosts» (3-годинна радіо-прогулянка) і аудіовізуальний перформанс «lap0fvw».

### Горній Моринь (Чорногорія)
Чорногорія. 17 червня 2019 розпочалася виїзна резиденція у гірському містечку Горній Моринь на узбережжі Которської затоки (Адріатичне море). Проєкт є спільною ініціативою «Бірючого» і соціального клубу Exodus. Протягом трьох тижнів 19 митців та мистецтвознавців з 5 країн творчо опрацьовували тему «Виходу». Поняття осмислене в його біблійному значенні «Ісход» — перехід крізь випробування до гідного та гармонійного існування.
Звітна виставка відбулася в залах Національного музею Чорногорії в Цетинє за підтримки Українського культурного фонду. Відкриття пройшло за участі Посольства України в Чорногорії. Для експозиції надали свої роботи ще 7 художників з Боснії і Герцеговини, Чорногорії та Сербії. Подію активно висвітлювали провідні телерадіокомпанії країни: RTCG, TV Vijesti, Prva TV, TV 777, RTV Cetinje.

### Шаргород (Україна)
Україна. 19—31 травня 2021 у історичному містечку Шаргороді Вінницької обл. реалізовано проєкт «Hava Nagila» (івр. הבה נגילה, укр. Радіймо!). У події взяли участь 17 художників. У місті перетинаються різні культури, мови і традиції, химерне архітектурне плетиво яких і лягло в основу концепції. Відео-мапінг супроводжував DJ set київського музиканта Олега Соколова. Проєкт відбувся на території арт-містечка «Шаргород».

### Приморськ (Україна)
Україна. 4 вересня 2021 у Приморську Запорізької обл. (історична назва міста — Ногайськ) розпочався проєкт «Час, що не втрачено». Два тижні 20 митців з України, Білорусі та Іспанії працювали на території туристичного комплексу «Райдуга». Проєкт присвячений осмисленню того, як втрачається час і чи втрачається він взагалі, і як працює аркан часу. До 200-річчя міста, напередодні завершення симпозіуму, 17 вересня 2021 відбулася мультимедійна виставка робіт учасників.

### Нижнє Селище (Україна)
Україна. Попри російське вторгнення в Україну і активні бойові дії, у червні 2022 резиденція відбулася. «Biruchiy Transcarpathia 022. Art war» об’єднала 40 митців з 10 країн (України, Італії, США, Австрії, Великої Британії, Франції, Іспанії, Чехії, Данії та Польщі). Традиційна локація резиденції перемістилася з окупованого українського півдня до Нижнього Селища Закарпатської обл. Художники побачили свою місію в тому, щоб привернути увагу світу до війни, яка відбувається в Україні — з усією нелюдською жорстокістю військових злочинів, що чиняться там. Виставки робіт учасників відбулися у Обергаузені (Німеччина) та Варшаві (Польща).

### Анджеюв (Польща)
Польща. 3 травня 2023 у селищі Анджеюв Мазовецького воєводства розпочався двотижневий проєкт «Biruchiy Borowiec "433—447"». Мистці з України, Польщі та Чехії працювали над локальним контекстом місцевості Боровець, роздумували над спільним минулим країн, віднаходили колективні травми та фантазували над післявоєнним майбутнім. 433—447 означає дні повномасштабної війни, на які припала арт-резиденція. За результатами проєкту відбулася виставка у Надвіслянському музеї в Казімежі-Дольному (Казімеж-Дольний).
У квітні-травні 2024 тритижневий проєкт «Люблінський трикутник» (пол. Trójkąt Lubelski) об'єднав митців з Литви, Польщі та України — трьох європейських країн, що мають спільну історію. Проєкт здійснювався під патронатом надзвичайного і повноважного посла України в Республіці Польщі. Виставка творів учасників відвідала установи Казімежу-Дольного (Польща; Надвіслянський музей) та Вільнюсу (Литва; Вільнюська художня академія).

### Нонтрон (Франція)
Франція. 13 квітня 2024 резиденція на 2 тижні перемістилася до Франції, — до Монтагене біля містечка Нонтрон у регіоні Нова Аквітанія, відомого ремісничим виробництвом ножів. Назва проєкту «Lima of Love». За абеткою Морзе літера L зветься «Lima»; також це військовий термін, яким позначають рубіж. Отже, назва розшифровується як «Рубіж любові». Проєкт відбувся за підтримки Академії вишуканих мистецтв Франції та Центру художніх ремесел Нонтрона і Перигор-Лімузену.

## Плакати воєнного часу
З початком повномасштабного російського вторгнення в Україну розпочато проєкт «Плакати воєнного часу» (англ. Ukrainian wartime posters). Мета: привернути увагу світу до військової агресії росії проти України. Проєкт стартував в березні 2022 презентацією українських антивоєнних плакатів в Ogaki poster museum (Оґакі, Японія). Учасники: Настя Гайдаєнко, Олександр Грехов, Артем Гусєв, Микола Гончаров, Закентій Горобйов, Катерина Лісова, Дарія Подольцева, Олексій Сай, Микита Шилімов, Микита Титов, Альбіна Ялоза; куратор Олена Сперанська. Плакати демонстрували на антивоєнних протестах у Нью-Йорку: 7 серпня 2022 в 9 локаціях Мангеттена, 15 жовтня 2022 біля статуї Свободи (за участі Олексія Голубова, генерального консула України у Нью-Йорку), 17 грудня 2022 у Таймс-Сквер.
У вересні 2022 розпочато виставковий тур по обидва боки Атлантики. Виставки в США відбулися по всій протяжності континенту зі сходу на захід: в Blue Gallery (Нью-Йорк); Центрі мистецтва Ent (Університет Колорадо, Колорадо-Спрінгс); Музеї толерантності (Лос-Анджелес, разом із допрем’єрним показом документального фільму «Свобода у вогні: Боротьба України за свободу» режисера Євгена Афінеєвського). В Старому Світі плакати виставлялися у 571 Oxford Road Gallery (Редінг, Велика Британія), просторі Kesselhaus in der Kulturbrauerei (Берлін, Німеччина; під час відкриття представництва Українського Інституту), на Берлінському театральному фестивалі (Берлін).
З червня 2022 у прифронтовому Запоріжжі у співпраці з міським туристичним інформаційним центром розпочата серія виставок плакату. На вулицях міста були представлені 16 персональних виставок: Олексія Сая, Закентія Горобйова, Микити Шилімова, Миколи Гончарова, Альбіни Ялози, Олександра Грехова, Дарії Подольцевої, Антона Логова, Андрія Єрмоленка, Микити Титова, Артема Гусєва, Катерини Лісової, Михайла Скопа, Олексія Ревіки, Олега Грищенка, Максима Паленка. У січні-лютому 2023 відбулася міжнародна виставка «Les arts contre la guerre». У 50 плакатах свої думки про війну в Україні висловили 10 художників з Європи. Серія плакатів створена у літографській майстерні Національної вищої школи красних мистецтв (Париж, Франція). Перед прибуттям до Запоріжжя серія була показана у Центрі Жоржа Помпіду і Токійському палаці у Парижі.
Колекція з 453 графічних творів була опублікована у каталозі «Плакати воєнного часу 2022—2023» (англ. Wartime posters 2022—2023), виданому за сприяння Українського культурного фонду. Колекція включає експонати 19 виставок в Запоріжжі, з них 18 персональних і 1 групова. Призначена для англомовного читача, книга створена в Україні під час активних бойових дій. Видання надруковане лімітованим накладом у столиці України Києві під час відключень електроенергії через зруйновану енергосистему постійними ракетними обстрілами Росії.
Презентації видання відбулися по обидва боки Атлантики — в Європі і Північній Америці. 27 лютого 2024 каталог презентовано в Українському Домі у Варшаві (Польща), також репрезентовано виставку з 87 плакатів, що увійшли до видання. 17 серпня 2024 відкрилася виставка і презентація в Hotel Continental — Art Space in Exile в Берліні (Німеччина).
22 липня 2024 за ініціативи генерального консула України в Нью-Йорку Наталії Мусієнко відбулася презентація каталогу в Університетському клубі Нью-Йорку (США). Військовий кореспондент Forbes Мітці Пердью провела дискусію з упорядницею каталогу Оленою Сперанською і журналістом Financial Times Крістофером Міллером, автором книги «Війна прийшла до нас» (англ. The War Came To Us: Life and Death in Ukraine). Учасники дискусії обговорили культурну деколонізацію України від Росії, роль митців у російсько-українській війні та еволюцію українського мистецтва.
13 серпня 2024 Генеральним консульством Республіки Польща в Нью-Йорку на території консульства організована презентація каталогу. Учасників вітав консул Польщі Матеуш Сакович. Модератором зустрічі була директорка міжнародних видань журналу Forbes Катя Солдак. На виставці, що супроводжувала презентацію, експонувалися плакати 10 польських художників: Анджея Мілевського (Andrzej Rysuje), Олександра Малаховського (Hashtagalek), Бартоломея Кельбовича, Ганни Кмець, Якуба Єзерського, Марти Фрей, Матильди Даменцької, Макса Скорвідера, Патрика Срочинського, Павла Йонці .

## Назва
У англомовній назві симпозіуму (англ. Biruchiy contemporary art project) слово «Biruchiy» є неологізмом — модифікованим варіантом від назви коси (англ. Byriuchyi Island). Неологізм створений засновниками проєкту у 2000-х — як відображення креативного підходу художників сучасного мистецтва до процесу словотворення.
Новостворений бренд «Biruchiy» є об'єктом авторського права.

## Теми симпозіуму

### Головна резиденція
| Рік  | Назва                                                                | Тема                                      | Куратори                                                                                      |
| ---- | -------------------------------------------------------------------- | ----------------------------------------- | --------------------------------------------------------------------------------------------- |
| 2006 | 1-й Міжнародний симпозіум сучасного мистецтва «Бірючий 006»          | Ландшафт для героя                        | Володимир Гуліч                                                                               |
| 2007 | 2-й Міжнародний симпозіум сучасного мистецтва «Бірючий 007»          | Хіппі Є                                   | Володимир Гуліч                                                                               |
| 2008 | 3-й Міжнародний симпозіум сучасного мистецтва «Бірючий 008»          | Хто ти є?                                 | Володимир Гуліч                                                                               |
| 2009 | 4-й Міжнародний симпозіум сучасного мистецтва «Бірючий 009»          | Як варіант                                | Володимир Гуліч                                                                               |
| 2010 | 5-й сезон Міжнародного симпозіуму сучасного мистецтва «Бірючий 010»  | Нова людина                               | Володимир Гуліч                                                                               |
| 2011 | 6-й сезон Міжнародного симпозіуму сучасного мистецтва «Бірючий 011»  | Варіації Бірючий                          | —                                                                                             |
| 2012 | 7-й сезон Міжнародного симпозіуму сучасного мистецтва «Бірючий 012»  | Четвертий вимір                           | Марія Хрущак                                                                                  |
| 2013 | 8-й сезон Міжнародного симпозіуму сучасного мистецтва «Бірючий 013»  | Зона виживання / the habitable zone       | Сергій Канцедал, Наталія Маценко                                                              |
| 2014 | 9-й сезон Міжнародного симпозіуму сучасного мистецтва «Бірючий 014»  | Бірючий 8,5 Без назви                     | Сергій Братков, Володимир Гуліч, Сергій Канцедал, Наталія Маценко                             |
| 2015 | 10-й сезон Міжнародного симпозіуму сучасного мистецтва «Бірючий 015» | ЕкоБірючий Бірючий 10×15                  | Лизавета Герман, Марія Ланько, Ірина Лейфер, Наталія Маценко, Массімо Мелотті, Яніна Пруденко |
| 2016 | 11-й сезон Міжнародного симпозіуму сучасного мистецтва «Бірючий 016» | Без назви                                 | Сергій Братков, Льоля Гольдштейн, Сергій Канцедал, Марія Хрущак                               |
| 2017 | 12-й сезон Міжнародного симпозіуму сучасного мистецтва «Бірючий 017» | Biruchiy May 017 Біг по воді…             | Сергій Канцедал, Наталія Маценко                                                              |
| 2018 | 13-й сезон Міжнародного симпозіуму сучасного мистецтва «Бірючий 018» | Бірючий 018 або Неошаманізм. Сила ритуалу | Наталія Філоненко                                                                             |

Комісар симпозіуму Геннадій Козуб (з 2006). Координатор проєкту Олена Сперанська (з 2016).

### Виїзні резиденції
| Рік  | Країна     | Місто         | Тема | Куратори                                                                | Комісар        |
| ---- | ---------- | ------------- | --- | ----------------------------------------------------------------------- | -------------- |
| 2015 | Україна    | Іршанськ      | Іршанськ. Рекреація                                                                                         | Наталія Маценко                                                         | Геннадій Козуб |
| 2016 | Польща     | Клементовиці  | Від спільного кореня                                                                                        | Наталія Маценко                                                         | Геннадій Козуб |
| 2017 | Польща     | Клементовиці  | Biruchiy Art School                                                                                         | Льоля Гольдштейн, Марія Хрущак                                          | Геннадій Козуб |
| 2019 | Чорногорія | Горній Моринь | 14-й сезон Міжнародного симпозіуму сучасного мистецтва «Бірючий 019» Exodus. Biruchiy 019. Montenegro       | Костянтин Дорошенко                                                     | Петар Чукович  |
| 2021 | Україна    | Шаргород      | Hava Nagila                                                                                                 |                                                                         | Геннадій Козуб |
| 2021 | Україна    | Приморськ     | 15-й сезон Міжнародного симпозіуму сучасного мистецтва «Бірючий 021» Biruchiy 021 або «Час, що не втрачено» | Костянтин Дорошенко                                                     | Геннадій Козуб |
| 2022 | Україна    | Нижнє Селище  | 16-й сезон Міжнародного симпозіуму сучасного мистецтва «Бірючий 022» Biruchiy Transcarpathia 022. Art war   |                                                                         | Геннадій Козуб |
| 2023 | Польща     | Анджеюв       | 17-й сезон Міжнародного симпозіуму сучасного мистецтва «Бірючий 023» Biruchiy Borowiec "433—447"            |                                                                         | Геннадій Козуб |
| 2024 | Франція    | Нонтрон       | Lima of love                                                                                                | Ксенія Ульянова, Олена Сперанська                                       | Геннадій Козуб |
| 2024 | Польща     | Анджеюв       | Trójkąt Lubelski                                                                                            | Ірма Балакаускайте, Юлія Гарасимович, Наталія Маценко, Олена Сперанська | Геннадій Козуб |

## Учасники
Україна
- Єгор Анцигін, Інара Багірова, Ольга Березюк, Катерина Берлова, Назар Білик, Андрій Блудов, Андрій Бойко, Володимир Будніков[ru], Анастасія Буднікова, Михайло Букша, Катерина Бучацька, Мирослав Вайда, Матвій Вайсберг, Ганна Валієва, Марта Ващук, Гліб Вишеславський, Петро Владимиров, Марія Вторушина, Ольга Гайдаш, Данило Галкін, Лизавета Герман, Анна Гідора, Олександр Глядєлов, Ксенія Гнилицька, Микола Гончаров, Закентій Горобйов, Михайло Деяк, Юрій Єфанов, Анжеліка Єфанова, Животков Олександр Олегович, Андрій Зелинський, Олексій Зінченко, Добриня Іванов, Жанна Кадирова, Наталія Карпінська, Аліна Клейтман, Сергій Клепач, Геннадій Козуб, Дарія Кольцова, Віталій Кравець, Юрій Кручак, Валерій Кумановський, Марія Ланько, Ірина Ластовкіна, Катерина Лібкінд, Андрій Лобов, Антон Логов, Максим Мамсиков, Олекса Манн, Анна Миронова, Альона Науменко, Вікторія Перевозникова, Юрій Пікуль, Віктор Покиданець, Соня Помогайбо, Кирило Проценко, Карина Пустовалова, Влада Ралко, Світлана Ратошнюк, Олександр Ройтбурд, Денис Рубан, Олексій Сай, Іван Сауткін, Андрій Сигунцов, Станіслав Силантьєв, Гнат Соломко, Юрій Соломко, Анна Сорокова, Василь Татарський, Валерія Трубіна, Леся Хоменко, Ельміра Шемседінова, Владислав Шерешевський, Поліна Щербина, Аліна Якубенко, Ujif_notfound /Георгій Потопальський/, група GAZ /Василь Грубляк, Олексій Золотарьов/ (Київ);
- Микита Шаленний[ru] (Дніпро).
- Анатолій Татаренко (Донецьк).
- Марта Бережненко, Володимир Бородін, Ольга Кириченко, Євген Компанейченко, Всеволод Медведєв, Геннадій Нікітін, Дмитро Ципунов, група «Жетон» /Антон Лисиков, Євген Фоменко/ (Запоріжжя).
- Євген Королетов (Луганськ).
- Юрій Білей, Антон Варга, Юрій Коваль, Павло Ковач, Віктор Лавний, Станіслав Туріна, Сергій Якунін (Львів)
- Інна Боброва, Яків Булавицький, Тарас Завірюха, Олексій Маркитан, Рустам Мірзоєв, Юлія Мірзоєва, Дмитро Молдаванов, Андрій Чепурко (Миколаїв).
- Ігор Гусєв, Дмитро Дульфан, Степан Рябченко, Ната Трандафир, Олексій Чепигін, Альбіна Ялоза, Apl315 (Одеса).
- Олександр Широков (Севастополь).
- Анна Бекерська (Сімферополь).
- Сергій Дубовець, Іван Небесник, Олег Путрашик, Роберт Саллер, Наталія Тартай, Руслан Тремба, Михайло Ходанич, Вадим Харабарук, Наталія Шевченко (Ужгород).
- Василь Антонюк[ru], Ірина Антонюк, Сергій Братков, Артем Волокітін, Віталій Кохан, Євгенія Лаптій, Тетяна Малиновська, Роман Михайлов, Роман Мінін, Олена Полященко, Андрій Рачинський, Данило Ревковський, Іван Світличний, Оксана Солоп, Лариса Стадник, Андрій Стогній, Антон Ткаченко, Олексій Яловега, група Sviter /Лера Полянськова, Максим Роботов/, архітектурна майстерня Олега Дроздова /Олег Дроздов, Богдан Волинський, Сергій Костяний, Віталій Правик/ (Харків).
- Наталія Блок, Юлія Данилевська, Вячеслав Машницький, група «Тотем» /Стас Волязловський/ (Херсон).
- Микита Шилімов, Володимир Яковець (Черкаси).
- Анна Бикова, Андрій Орлов, Анастасія Скорикова (Ялта).
- Група Art zebs /Володимир Гуліч, Настя Лойко, VJ Yarkus/ (Запоріжжя, Ялта).
- Група mediaklub /Анна Івченко, Дарія Майєр, Максим Роботов, Олександр Сіроус, Дмитро Тентюк/ (Київ, Харків).
- Лабораторія критичного архівування /Антон Лапов, Ларіон Лозовий/ (Київ, Луганськ).
- Група «Нацпром» /Олег Тістол, Микола Маценко/ (Київ, Черкаси).
- Група «Сексуальні алкоголіки».
- Група «Сини моря» /Ілля Ісупов, Олександр Матвієнко, Марсель Онисько, Андрій Стегура/ (Київ, Львів, Ужгород).

 Україна /  Нідерланди — «Відкрита група» /Артур ван Бек, Юрій Білей, Йеспер Буурсінк, Антон Варга, Лизавета Герман, Сергій Клепач, Павло Ковач, Валерій Кумановський, Марія Ланько, Ірина Лейфер, Станіслав Туріна/ (Київ, Львів, Амстердам).
 Австралія — Джейсон Фідлер (Брисбен).
 Австрія — Скотт Еванс, Анна Єрмолаєва, Рита Новак (Відень), Юлія Беляєва (Лінц).
 Білорусь — Сергій Кірющенко, Олексій Кузьмич, Олексій Луньов (Мінськ).
 Боснія і Герцеговина — Юсуф Хадзіфейзович (Сараєво).
 Велика Британія — Павло Керестей, Джеймі Фіцпатрик (Лондон).
 Данія — Сергій Святченко (Копенгаген).
 Ізраїль — Володимир Бродецький (Тель-Авів).
 Італія — Надія Полевич (Рим), Марія Прошковська (Болонья), Габріеле Аббруццезе (Катанія), Чечілія Гуїда, Міколь Рубіні (Мілан), Лукреція Декай (Неаполь), Франко Аріаудо, Джорджо Куньо, Валеріо Мангі, Наталія Полуніна, Джанлука де Серіо, Массиміліано де Серіо, Алессандро Шараффа (Турин).
 Іспанія: Хав'єр Ескала, Ніна Мурашкіна (Барселона).
 Казахстан — Булат Гельман (Алмати).
 Канада — Наталія Філоненко (Ванкувер).
 Литва — Ірма Балакаускайте, Юрга Барілайте, Вайва-Моніка Ланскоронскіте, Евеліна Паукштите (Вільнюс), Відас Пошкус (Алітус), Вайва Коверайте-Трумпе (Шяуляй).
 Нідерланди — Артур ван Бек, Йеспер Буурсінк, Ірина Лейфер (Амстердам).
 Німеччина — Ігор Зайдель, Мітя Чуриков (Берлін).
 Польща — Ана Востручовайте, Кароліна Мельницька, Томаш Партика, Стаху Шумськи (Варшава), Барбара Грика (Люблін), Блажей Русин (Познань).
 Росія — Володимир Архіпов, Вікторія Бегальська, Дмитро Булнигін, Юлія Гниренко, Рада Іванова, Борис Кашапов, Аркадій Насонов, Максиміліан Роганов, Юрій Шабельников, групи ПГ, Московської школи фотографії та мультимедіа ім. Родченка /Дарія Барибіна, Анна Брандуш, Андрій Жандаров, Світлана Ісаєва, Зінаїда Ісупова, Вадим Колосов, Наталія Кононова, Олександр Мерекін, Поліна Музико, Катерина Муромцева, Дмитро Старусєв, Денис Тихомиров, Олег Устинов, Єгор Федоричев, Дмитро Федоров/ (Москва); Тетяна Полященко (Новоросійськ); Наталія Юдіна (Томськ).
 США — Клеменс Пул (Нью-Йорк), Марія Пасічник (Скоттсдейл).
 Франція — Санді Бришлер, Микита Кравцов, Тимур Пустовий, Камій Саньє (Париж), Діана Факш (Сержи-Понтуаз).
 Чехія — Ян Здворак, Магдалена Новакова, Аліса Нікітінова (Прага); Павла Нікітіна, Йіржи Пец (Брно).
 Чорногорія — Влатка Вуйошевич (Подгориця), Матвій Крилов (Херцег-Новий).
 Швейцарія — Рональд Росс.

## Популяризація

### Акції
Експозиції робіт «Бірючого» проходять в Запоріжжі (з 2006), Києві (з 2011), Коктебелі (2013), Харкові (2014), Львові (2018), Мелітополі (2018, 2021), Хмельницькому (2019). Арт-заходи відбуваються і в інших країнах: Монреаль (Канада, 2013), Цетинє (Чорногорія, 2019). Проєкт представлено на ярмарку сучасного мистецтва Artissima (Турин, Італія; 2017).
Проводяться презентації видань. В рамках симпозіуму на Бірючому острові відбуваються лекції і майстер-класи зірок сучасного мистецтва, презентації творів молодих художників, концерти і діджей-сети.

### Видавнича діяльність
Регулярно виходять каталоги симпозіуму (на 2019 випущено 10 каталогів).
У 2014—2015 видавався журнал «Biruchiy contemporary art magazine» (свідоцтво про державну реєстрацію КВ 2104510845Р від 7 листопада 2014). Виходив щоквартально, видано 5 номерів. Шеф-редактор Геннадій Козуб. Повноколірне видання, обсягом від 68 до 104 с. Мова російська і українська. Наклад 5000 примірників. Тематика: сучасне мистецтво. Публікувалися інтерв'ю й коментарі відомих мистецтвознавців, колекціонерів і художників, огляди виставок та проєктів.
Упродовж 2012—2015 видано 3 компакт-диски. 11 музичних композицій «Бірючого 012» (лабораторія звуку Biruchiy M Sound Lab) увійшли до компакт-диску, упорядкованого DJ Мишуковим. Також побачили світ 1 і 3 випуски «Cocktail Spirit» Олега Соколова і Сергія Кодацького.

## Галерея

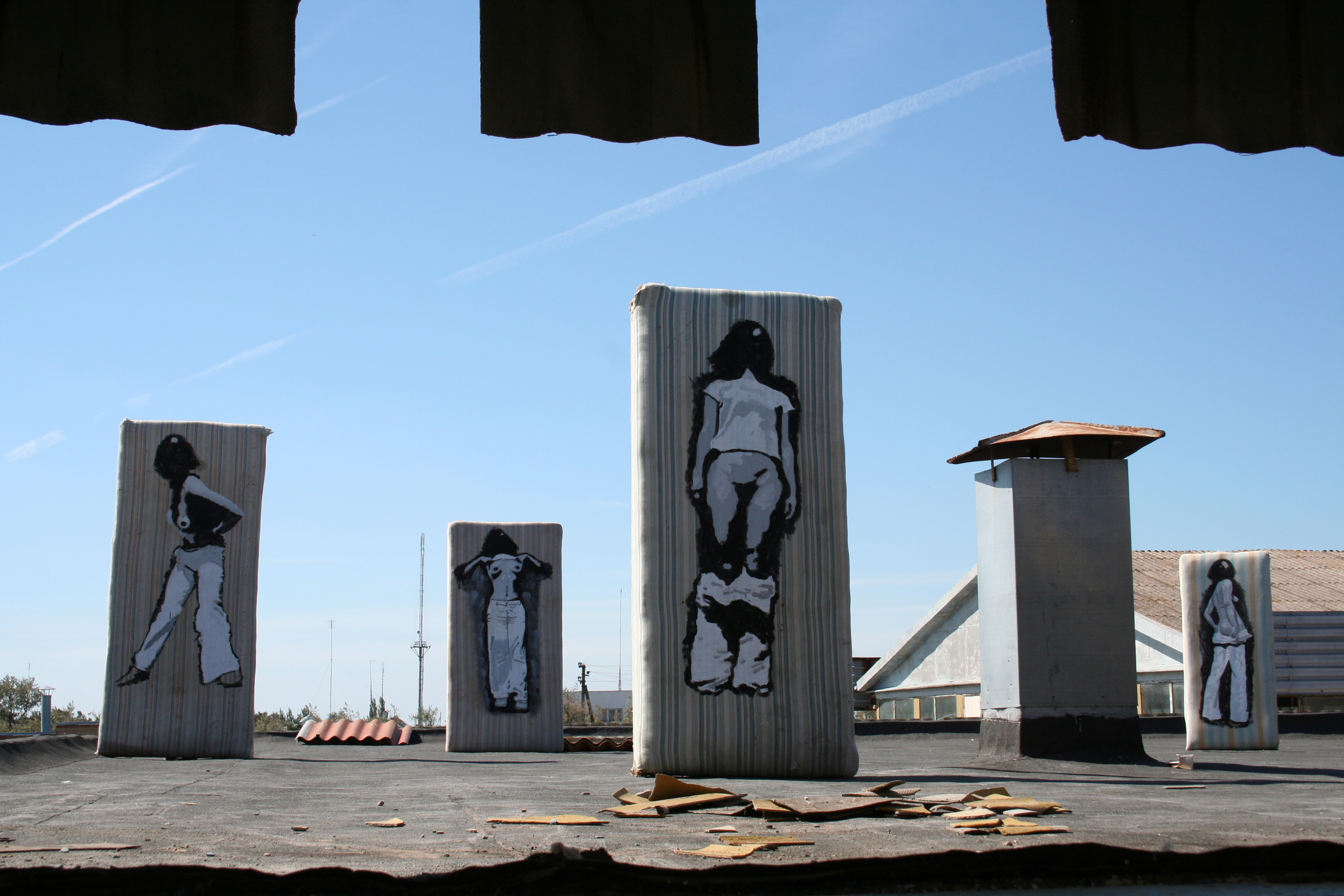
Василь Антонюк[ru], Вікторія Бегальська[ru]. «Рідке небо». Інсталяція. 2007.
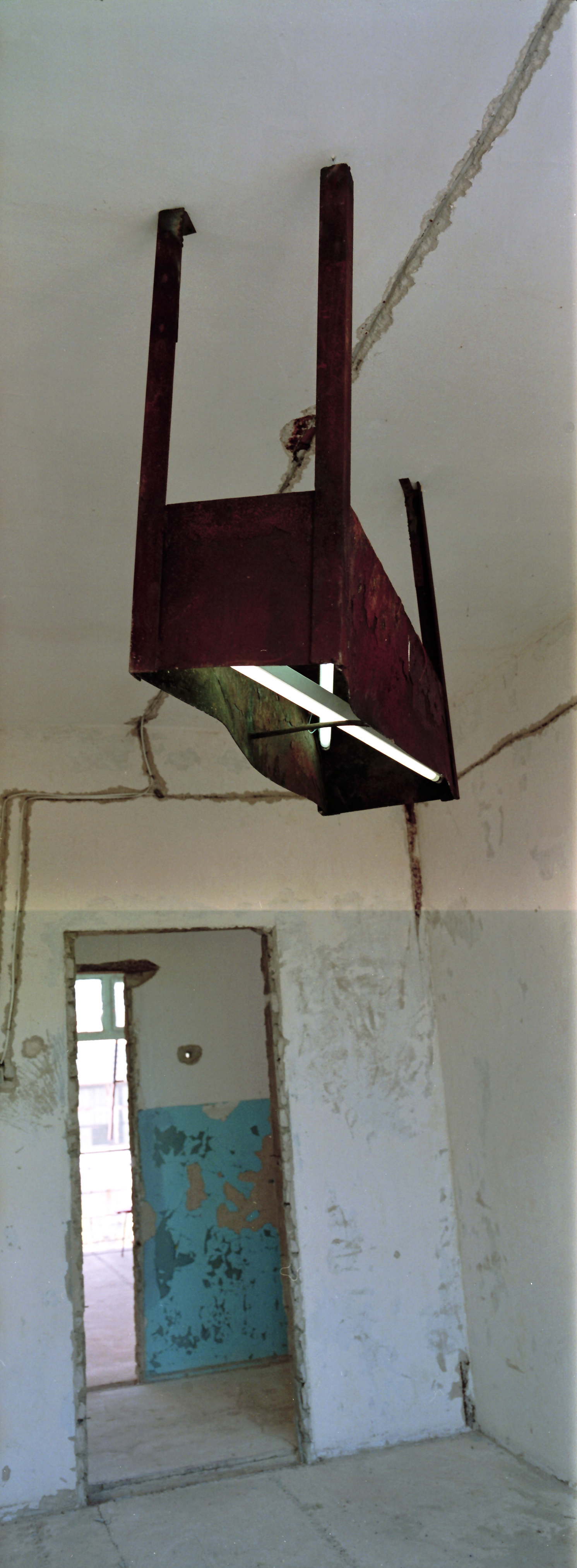
Сергій Братков. «Гогі». Інсталяція. 2007.
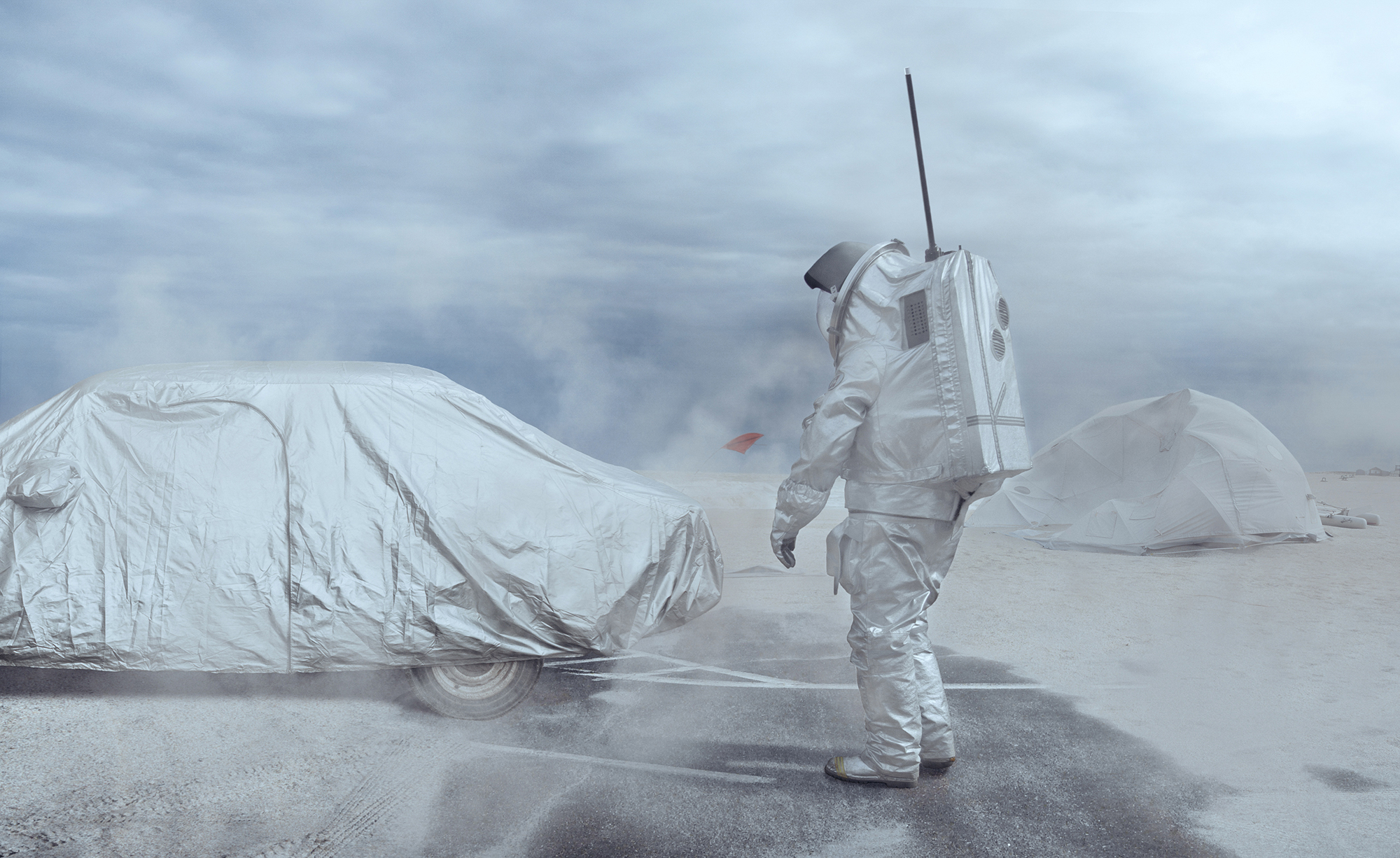
Анна Бекерська.«Білий шум». Фотоколаж. 2014.

## Видання проєкту

### Каталоги
1. Бирючий 006 [Архівовано 20 червня 2015 у Wayback Machine.]. — [Запорожье, 2007]. — [48] с. (рос.)
2. 2 Международный симпозиум современного искусства «Бирючий 007» или «Хиппи Е». 7.09 — 16.09 2007 г. [Архівовано 20 червня 2015 у Wayback Machine.]. — [Запорожье, 2008]. — [52] с. (рос.)
3. Третий Международный симпозиум современного искусства «Бирючий 008». «Хто ти Е», 4.09 — 13.09 2008 [Архівовано 20 червня 2015 у Wayback Machine.]. — [Запорожье, 2008]. — [48] с. (рос.)
4. Biruchiy 009. Contemporary art [Архівовано 20 червня 2015 у Wayback Machine.]. — [Запорожье, 2009]. — [52] с. (рос.)
5. Международный симпозиум современного искусства «Бирючий 012». В рамках Art Kyiv Contemporary 2012. Киев, 1—18 ноября 2012 [Архівовано 20 червня 2015 у Wayback Machine.]. — [К.] : Арт Студія Друку, 2012. — 188 с. (рос.) (англ.)
6. Международный симпозиум современного искусства «Бирючий 013». Зона обитаемости / Зона виживання / The Habitable Zone [Архівовано 20 червня 2015 у Wayback Machine.]. — [К. : Art Print Studio, 2013]. — 224 с. (рос.) (англ.)
7. Міжнародний симпозіум сучасного мистецтва «Бірючий 014» [Архівовано 20 червня 2015 у Wayback Machine.] / упоряд. С. Канцедал, Н. Маценко, Г. Козуб. — [К. : Huss, 2015]. — 254 с. (укр.) (англ.)
8. Міжнародний симпозіум сучасного мистецтва «Бірючий 015» [Архівовано 27 лютого 2017 у Wayback Machine.] / упоряд. Н. Маценко. — [К. : Huss, 2016]. — 342 с. (укр.) (англ.)
9. Міжнародний симпозіум сучасного мистецтва «Бірючий 018». Неошаманізм. Сила ритуалу / упоряд. О. Сперанська. — [К. : Huss, 2018]. — 173 с. (укр.) (англ.)
10. Плакати воєнного часу 2022—2023 / авт. та упоряд. О. Сперанська. — Запоріжжя : [Huss, 2023]. — 464 с. — ISBN 978-617-8030-50-6. (укр.) (англ.)

### Журнал
1. Biruchiy contemporary art project : журн. міжнар. симпозіуму сучасного мистецтва «Бірючий» / шеф-ред. Г. Козуб. — К. : Бест Солюшнс, 2014. — № 0. — 68 с. (рос.) (укр.)
2. Biruchiy contemporary art magazine : журн. міжнар. симпозіуму сучасного мистецтва «Бірючий» / шеф-ред. Г. Козуб. — К. : Бест Солюшнс, 2014. — Груд. — № 1. — 104 с. (рос.) (укр.) (англ.)
3. Biruchiy contemporary art magazine magazine : журн. міжнар. симпозіуму сучасного мистецтва «Бірючий» / шеф-ред. Г. Козуб. — К. : Бест Солюшнс, 2015. — Берез. — № 1 (3). — 76 с. (рос.) (укр.) (англ.)

### Дискографія
1. Biruchiy M Sound Lab 2012 / comp. and mix by DJ Mishukoff. — 80 Min / 700 Mb. — [Kyiv] : Biruchiy contemporary art project, [2012]. — 1 CD; 12 cm. (англ.) (рос.)
2. Sokolov & Kodatsky. Cocktail spirit. — 80 Min / 700 Mb. — [Kyiv] : Biruchiy contemporary art project, [2013]. — [Vol. 1] : Xenta absenta. — 1 CD; 12 cm. (англ.)
3. DJ Oleg Sokolov & DJ Kodatsky. Cocktail spirit / comp. & mixed March 2015 ; for promotion only ; fragment of pict. by Y. Pikul. — 80 Min / 700 Mb. — [Kyiv] : Biruchiy contemporary art project, [2015]. — Vol. 3. — 1 CD; 12 cm. (англ.)

### Книги
1. Ariaudo, F. Basilisco o come correre sull'acqua [Архівовано 19 січня 2019 у Wayback Machine.]. — [Turin, Italy] : Viaindustriae publishing ; Colli publihsing platform, [2018]. — 144 p. — ISBN 978-88-97753-46-9. (італ.) (англ.) (рос.)

### Періодика
1. Boczkar, O. W Polsce ukraińscy artyści poszukiwali wspólnych korzeni [Архівовано 19 січня 2019 у Wayback Machine.] // Słowo Polskie[pl]. — Nr 8 (49). — Sierpień 2016. — S. 18. (пол.)
2. Matsenko, N. «Od wspólnego korzenia» [Архівовано 28 лютого 2017 у Wayback Machine.] // Dziennik Kijowski. — Nr 14 (525). — Sierpień 2016. — S. 7. (пол.)
3. Przegląd prasy polskiej na Ukrainie : «Od wspólnego korzenia» [Архівовано 28 лютого 2017 у Wayback Machine.] / opracował Krzysztof Szymański // Kurier Galicyjski. — Nr 16 (260). — 30 sierpnia-15 września 2016. — S. 10. (пол.)
4. UNIDEE Notebooks 2017. — No. 13 : Residency programme for international artists. UNIDEE — University of Ideas. 2014—2017. — P. 1, 4—9, 48, 70—77. (англ.)